# Herbert Lucht
Herbert Lucht († 1951) trat früh in die NSDAP ein und war im Zweiten Weltkrieg erst ein Sonderführer, danach ein Offizier einer Propagandaeinheit der Wehrmacht im Rang eines Leutnants, später Oberleutnants, im von Deutschland besetzten Paris. Nach 1945 betrieb er zusammen mit seiner belgischen Ehefrau Lea Sliky Lucht, geboren Léa-Mathilde Vandievoet,
falsche Gräfin Léa van Dievoet, und falsche Tochter eines Generals geboren in einer einfachen proletarischen Umgebung in Saint-Gilles (Brüssel), am 27. März 1910, die Im- und Exportfirma Cominbel. Bekannt wurde das Ehepaar Lucht in der frühen Bundesrepublik durch seine aktive Förderung des Naumann-Kreises zur Wiederherstellung der NS-Herrschaft.

## Tätigkeiten für das nationalsozialistische Deutsche Reich

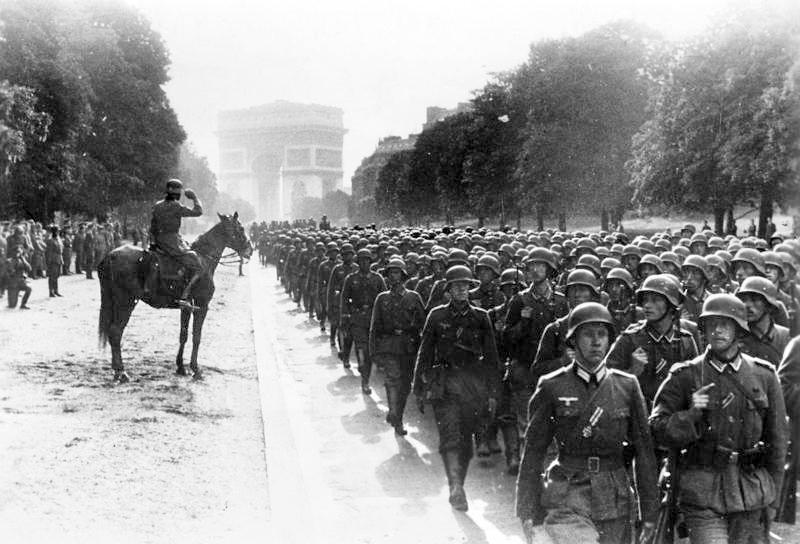
Deutsche Siegesparade vor dem Arc de Triomphe in Paris am 14. Juni 1940

Im Zweiten Weltkrieg war Lucht Propagandaoffizier im Rang eines Leutnants im besetzten Paris in der Propagandastaffel des Militärbefehlshabers Frankreich.
Lucht war Leiter der Abteilung Kultur der Propagandastaffel, die von Major (später Oberstleutnant) Heinz Schmidtke geleitet wurde. Schmidtke erhielt seine Weisungen vom Oberkommando der Wehrmacht oder aus dem Propagandaministerium. Lucht leitete mit seiner Abteilung die Referate Musik, Theater, Artistik und Bildende Kunst mit eigenem Büro auf der Avenue des Champs-Élysées. Die auch von Lucht betriebene deutsche Kulturpropaganda hatte im besetzten Frankreich das kurzfristige Ziel, das französische Kulturleben in bestimmtem Maße zur Sicherung von Ruhe und Ordnung aufrechtzuerhalten. Langfristig sollte es reduziert und eine deutsche kulturelle Herrschaft errichtet werden.
Lucht beschäftigte sich besonders mit der Lenkung von Theatern, Auftritten und der Theaterzensur. In Zweifelsfällen besuchte er selbst Aufführungen, um sich einen persönlichen Eindruck für die Zensur zu verschaffen.
In der Literatur finden sich kleinere Angaben über einzelne seiner Aktionen und Tätigkeiten. Am 19. September 1940 nahm Lucht an einer Besprechung mit dem Sonderstab Musikforschung (Amt Rosenberg) teil, der den Einsatz französischer Künstler für die deutsche Kulturwerbung in Paris betraf.
Lucht opponierte im August 1941 als „alter Parteigenosse“ aus antichristlichen Motiven, z. B. gegen den Auftritt eines deutschen Kirchenchors in Paris, den Karl Epting organisiert hatte.

## Nach 1945: Firma, Villa Lucht, Naumann-Affäre
Aus Paris flüchtete das Ehepaar vor der Befreiung nach Meldorf, beide blieben „überzeugte Nationalsozialisten“ (Der Spiegel). Lea Lucht gab 1948 den Auftrag für die „Villa Lucht“ an den ehemaligen Direktor der Düsseldorfer Kunstakademie Emil Fahrenkamp, der in der Zeit des Nationalsozialismus dort Karriere gemacht hatte. Die Villa in Meerbusch-Büderich (Niederlöricker Straße 33) ist ein repräsentatives Anwesen, das bäuerliche Bauformen aufgreift und sich durch einen abgeschirmten Innenhof auszeichnet. Fahrenkamp galt nach 1945 wegen seiner NS-Vergangenheit als politisch untragbar.
Lucht unterhielt gute Kontakte zu Ernst Achenbach, den er aus seiner Zeit in Paris kannte; er übertrug Achenbach die anwaltliche Vertretung sowohl in Sachen seiner Person als auch in Sachen der Firma Cominbel. Bei Achenbach handelte es sich um eine Schlüsselfigur der Naumann-Affäre.
Werner Naumann war vor 1945 Staatssekretär im Propagandaministerium und persönlicher Referent von Joseph Goebbels gewesen. In Hitlers Testament war er als Amtsnachfolger Goebbels vorgesehen. Naumann war nach 1945 zunächst untergetaucht und übernahm 1950 nach der Amnestie unter seinem richtigen Namen die Geschäftsführung der Firma Lucht in Düsseldorf. Zu dieser Zeit wohnte er zudem mit den Luchts in ihrer Villa. Dort fand im August 1950 auch ein Treffen zwischen Naumann und Achenbach statt, bei dem Achenbach Naumann das Angebot gemacht haben soll, Generalsekretär der FDP Nordrhein-Westfalen zu werden und auf diese Weise eine nationalsozialistische Unterwanderung der FDP zustande zu bringen – so heißt es jedenfalls in Naumanns Tagebuch. Achenbach bestritt diese Aussage, nicht jedoch das Treffen.
Später wurde das Telefon der Villa Lucht im Rahmen der Naumann-Affäre abgehört. Naumann wurde in der Nacht auf den 15. Januar 1953 in Düsseldorf von den britischen Besatzungsbehörden verhaftet. Zeitgleich wurden in Solingen und Hamburg sechs weitere ehemalige NS-Funktionäre verhaftet, voraus ging eine Beobachtung des Naumann-Kreises durch den Verfassungsschutz und den britischen Auslandsgeheimdienst Secret Intelligence Service. Nach seiner Freilassung kehrte Naumann in die Villa Lucht zurück. Der Untersuchungsbericht der FDP weist Abendessen mit Gästen in der Villa unter Beteiligung des Ehepaares Lucht und Naumann als Teil der Aktivitäten des Naumann-Kreises aus.
Luchts Witwe wurde die Lebensgefährtin von Naumann.

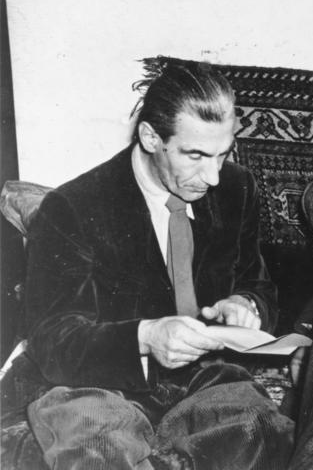
Fritz Dorls (1952)

## Luchts Firma als Heimstatt für Altnazis
Neben Naumann fanden auch weitere bekannte ehemalige NS-Funktionäre oder Rechtsextremisten in der Firma Luchts Zuflucht. 1953 trat Fritz Dorls, ehemaliger Bundestagsabgeordneter der Sozialistischen Reichspartei, in die von Otto Skorzeny geleitete Madrider Vertretung der Firma ein. Zu dieser Zeit wurde Dorls wegen verschiedener strafbarer Handlungen von zwei Staatsanwaltschaften gesucht. Auch Skorzeny befand sich zu dieser Zeit auf der Flucht.